# Droga wojewódzka nr 975
Droga wojewódzka nr 975 – droga wojewódzka o długości 77,4 km w południowo-wschodniej części województwa małopolskiego, łącząca Dąbrowę koło Nowego Sącza (DK75) z Dąbrową Tarnowską (DK73). Droga połączona jest z autostradą A4 węzłem w miejscowości Wierzchosławice (Tarnów Mościce).

## Średni dobowy ruch w punktach pomiarowych na drodze wojewódzkiej nr 975 w 2005 r.

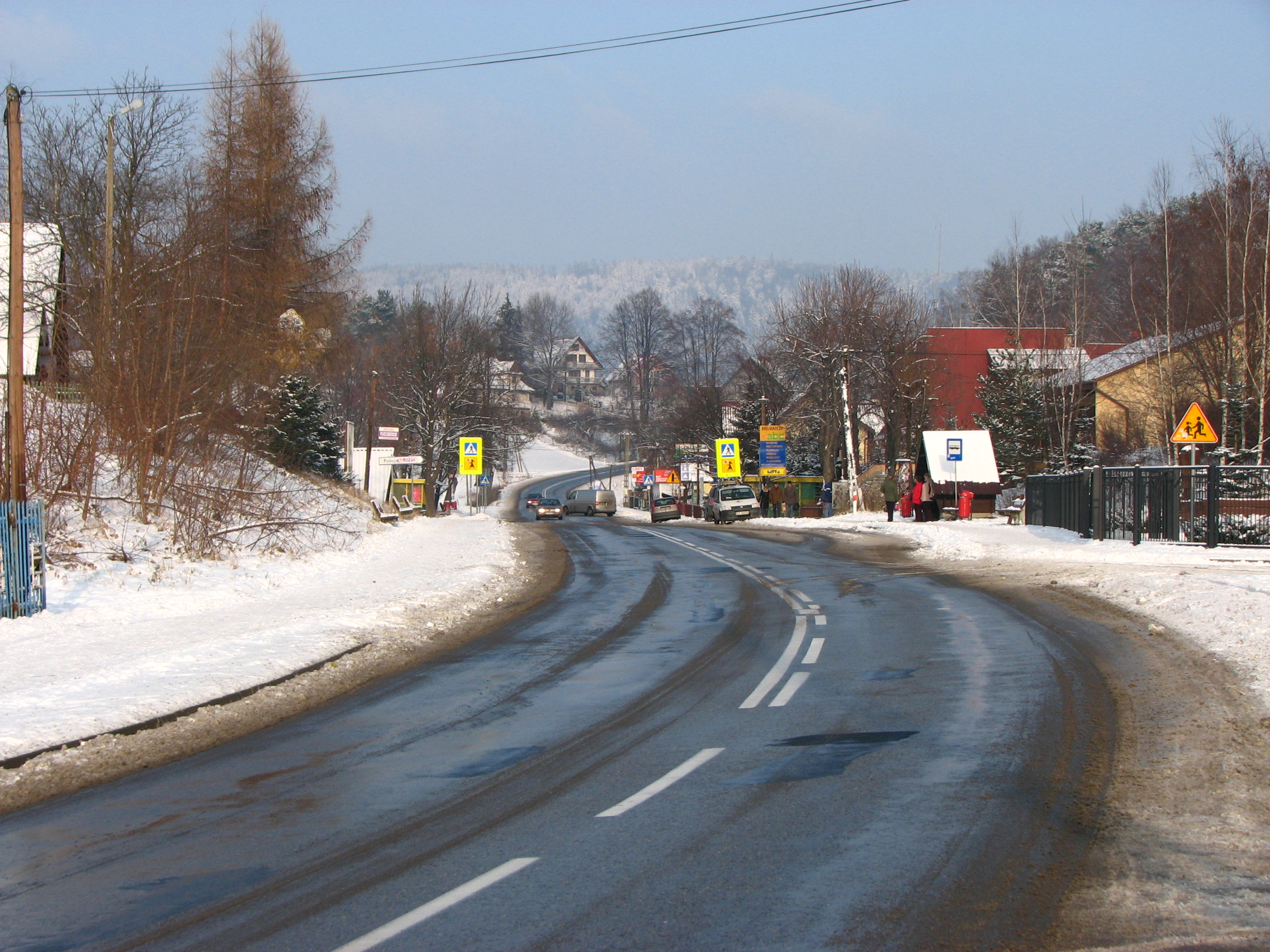
DW975 w Gródku nad Dunajcem

| Odcinek drogi                  | Pikietaż początku odcinka drogi | Pikietaż końca odcinka drogi | Długość odcinka drogi | Pikietaż punktu pomiarowego | Miejscowość        | SDR 2005 |
| ------------------------------ | ------------------------------- | ---------------------------- | --------------------- | --------------------------- | ------------------ | -------- |
| Dąbrowa Tarnowska - Żabno      | 0                               | 8,3                          | 8,3                   | 0,1                         | Dąbrowa Tarnowska  | 3291     |
| Żabno - Biskupice Radłowskie   | 8,3                             | 12,9                         | 4,6                   | 10                          | Żabno              | 5197     |
| Biskupice Radłowskie - Radłów  | 12,9                            | 16,2                         | 3,3                   | 16,1                        | Radłów             | 3210     |
| Radłów - Wierzchosławice       | 16,2                            | 24,7                         | 8,5                   | 24,2                        | Wierzchosławice    | 4968     |
| Wierzchosławice - Wojnicz      | 24,7                            | 32,9                         | 8,2                   | 32,4                        | Wojnicz            | 3090     |
| Wojnicz - Paleśnica            | 32,9                            | 56,5                         | 23,6                  | 40,5                        | Sukmanie           | 5055     |
| Paleśnica - Gródek n. Dunajcem | 56,5                            | 63,2                         | 6,7                   | 61,6                        | Podole Górowa      | 2077     |
| Gródek n. Dunajcem - Dąbrowa   | 63,2                            | 77,4                         | 14,2                  | 64,7                        | Gródek n. Dunajcem | 2384     |

## Ważniejsze miejscowości leżące przy trasie DW975
- Dąbrowa (DK75)
- Gródek nad Dunajcem
- Zakliczyn (DW980)
- Wojnicz (DK94)
- Wierzchosławice (A4, DW973)
- Radłów
- Biskupice Radłowskie (DW964)
- Żabno (DW973)
- Dąbrowa Tarnowska (DK73)